# Greg Camarillo
Pour les articles homonymes, voir Camarillo (homonymie).
 (octobre 2012).
(en) Statistiques sur pro-football-reference
Greg Camarillo est un joueur de football américain, né le 18 avril 1982 à Redwood City (Californie).

## Biographie
Né d'un père mexicain et d'une mère hongroise, il pratique au lycée le basketball et le football américain, et se révèle être un bon receveur. En 2000, il intègre l'Université Stanford. En junior, il valide 18 passes pour 225 yards. En senior, 19 passes pour 294 yards[réf. nécessaire].

### Carrière professionnelle
Il signe en 2006 avec les San Diego Chargers comme agent libre. Le 2 septembre 2007, il s'engage avec les Miami Dolphins. Le 25 août 2010 il est échangé aux Minnesota Vikings contre Benny Sapp.